# Frauen-Bundesliga 2008-2009
La Frauen-Bundesliga 2008-2009 è stata la 19ª edizione della massima divisione del campionato tedesco femminile di calcio. Il campionato è iniziato il 6 settembre 2008 e si è concluso il 7 giugno 2009. Il Turbine Potsdam ha vinto il campionato per la terza volta nella sua storia sportiva. Capocannoniere del torneo è stata Inka Grings, attaccante del 2001 Duisburg, con 29 reti realizzate..

## Stagione

### Novità
Dalla Frauen-Bundesliga 2007-2008 sono stati retrocessi in 2. Frauen-Bundesliga il Saarbrücken e il Wattenscheid 09, rispettivamente penultimo e ultimo in classifica, mentre dalla serie cadetta sono stati promossi l'Herforder, vincitore del girone Nord, e lo Jena, vincitore del girone Süd, entrambi alla loro prima esperienza nel massimo livello del campionato di categoria.

### Formula
Le 12 squadre si affrontano in un girone all'italiana con partite di andata e ritorno, per un totale di 22 giornate. La squadra prima classificata è dichiarata campione di Germania, mentre le ultime due classificate vengono retrocesse in 2. Frauen-Bundesliga. Le prime due classificate sono ammesse alla UEFA Women's Champions League 2009-2010.

## Squadre partecipanti
| Club                | Città                  | Stadio                     | Stagione 2007-2008                    |
| ------------------- | ---------------------- | -------------------------- | ------------------------------------- |
| 1. FFC Francoforte  | Francoforte sul Meno   | Stadion am Brentanobad     | Campione di Germania                  |
| 2001 Duisburg       | Duisburg               | PCC-Stadion                | 2º posto in Frauen-Bundesliga         |
| Amburgo             | Amburgo                | Wolfgang-Meyer-Sportanlage | 10º posto in Frauen-Bundesliga        |
| Bad Neuenahr        | Bad Neuenahr-Ahrweiler | Apollinarisstadion         | 5º posto in Frauen-Bundesliga         |
| Bayern Monaco       | Monaco di Baviera      | Sportpark Aschheim         | 4º posto in Frauen-Bundesliga         |
| Crailsheim          | Crailsheim             | Schönebürgstadion          | 9º posto in Frauen-Bundesliga         |
| Friburgo            | Friburgo in Brisgovia  | Möslestadion               | 8º posto in Frauen-Bundesliga         |
| Herforder           | Herford                | Ludwig-Jahn-Stadion        | 1º posto in 2. Frauen-Bundesliga Nord |
| Jena                | Jena                   | Sportzentrum Oberaue       | 1º posto in 2. Frauen-Bundesliga Süd  |
| SG Essen-Schönebeck | Essen                  | Sportpark am Hallo         | 7º posto in Frauen-Bundesliga         |
| Turbine Potsdam     | Potsdam                | Karl-Liebknecht-Stadion    | 3º posto in Frauen-Bundesliga         |
| Wolfsburg           | Wolfsburg              | VfL-Stadion am Elsterweg   | 6º posto in Frauen-Bundesliga         |

## Classifica finale
Fonte: sito ufficiale
|  | Pos. | Squadra             | Pt | G  | V   | N | P  | GF | GS | DR  |
|  | ---- | ------------------- | -- | -- | --- | - | -- | -- | -- | --- |
|  | 1.   | Turbine Potsdam     | 54 | 22 | 17  | 3 | 2  | 67 | 19 | +48 |
|  | 2.   | Bayern Monaco       | 54 | 22 | 17  | 3 | 2  | 69 | 22 | +47 |
|  | 3.   | 2001 Duisburg       | 53 | 22 | 17  | 2 | 3  | 86 | 20 | +66 |
|  | 4.   | 1. FFC Francoforte  | 45 | 22 | 114 | 3 | 5  | 58 | 25 | +33 |
|  | 5.   | SG Essen-Schönebeck | 30 | 22 | 9   | 3 | 10 | 46 | 39 | +7  |
|  | 6.   | Amburgo             | 29 | 22 | 9   | 2 | 11 | 53 | 49 | +4  |
|  | 7.   | Friburgo            | 29 | 22 | 9   | 2 | 11 | 36 | 53 | −17 |
|  | 8.   | Wolfsburg           | 27 | 22 | 8   | 3 | 11 | 53 | 48 | +5  |
|  | 9.   | Jena                | 23 | 22 | 7   | 2 | 13 | 32 | 56 | -24 |
|  | 10.  | Bad Neuenahr        | 18 | 22 | 5   | 3 | 14 | 26 | 74 | −48 |
|  | 11.  | Herforder           | 14 | 22 | 4   | 2 | 16 | 23 | 79 | −56 |
|  | 12.  | Crailsheim          | 5  | 22 | 1   | 2 | 19 | 14 | 79 | −65 |

Legenda:
      Campione di Germania e ammessa alla UEFA Women's Champions League 2009-2010
      Ammessa alla UEFA Women's Champions League 2009-2010
      Retrocesse in 2. Frauen-Bundesliga
Note:
Tre punti a vittoria, uno a pareggio, zero a sconfitta.

## Risultati

### Tabellone
|                     | Fra  | Dui  | Amb  | Bad  | BaM  | Cra  | Fri  | Her  | Jen  | SGE  | Tur  | Wol  |
| ------------------- | ---- | ---- | ---- | ---- | ---- | ---- | ---- | ---- | ---- | ---- | ---- | ---- |
| 1. FFC Francoforte  | –––– | 4-0  | -    | -    | -    | -    | -    | -    | -    | -    | -    | -    |
| 2001 Duisburg       | -    | –––– | -    | -    | -    | -    | -    | -    | -    | -    | -    | -    |
| Amburgo             | -    | -    | –––– | -    | -    | -    | -    | -    | -    | -    | -    | -    |
| Bad Neuenahr        | -    | -    | -    | –––– | -    | -    | -    | -    | -    | -    | -    | -    |
| Bayern Monaco       | -    | -    | -    | -    | –––– | -    | -    | -    | -    | -    | -    | -    |
| Crailsheim          | -    | -    | -    | -    | -    | –––– | -    | -    | -    | -    | -    | -    |
| Friburgo            | -    | -    | -    | -    | -    | -    | –––– | -    | -    | -    | -    | -    |
| Herforder           | -    | -    | -    | -    | -    | -    | -    | –––– | -    | -    | -    | -    |
| Jena                | -    | -    | -    | -    | -    | -    | -    | -    | –––– | -    | -    | -    |
| SG Essen-Schönebeck | -    | -    | -    | -    | -    | -    | -    | -    | -    | –––– | -    | -    |
| Turbine Potsdam     | -    | -    | -    | -    | -    | -    | -    | -    | -    | -    | –––– | -    |
| Wolfsburg           | -    | -    | -    | -    | -    | -    | -    | -    | -    | -    | -    | –––– |

## Statistiche

### Classifica marcatrici
Fonte: sito ufficiale
| Gol | Rigori |  | Giocatore          | Squadra             |
| --- | ------ |  | ------------------ | ------------------- |
| 29  | 4      |  | Inka Grings        | 2001 Duisburg       |
| 21  |        |  | Anja Mittag        | Turbine Potsdam     |
| 21  |        |  | Martina Müller     | Wolfsburg           |
| 17  |        |  | Nina Aigner        | Bayern Monaco       |
| 14  |        |  | Shelley Thompson   | Wolfsburg           |
| 14  |        |  | Kerstin Garefrekes | 1. FFC Francoforte  |
| 13  | 1      |  | Melanie Hoffmann   | SG Essen-Schönebeck |
| 12  |        |  | Susanne Hartel     | Friburgo            |
| 12  |        |  | Kim Kulig          | Amburgo             |
| 12  |        |  | Tanja Vreden       | Amburgo             |